# Abraxas urgandata
Abraxas urgandata är en fjärilsart som beskrevs av Achille Guenée 1858. Abraxas urgandata ingår i släktet Abraxas och familjen mätare. Inga underarter finns listade i Catalogue of Life.